# Славомір Завада
Славомір Завада (пол. Sławomir Zawada, 18 березня 1965) — польський важкоатлет.
Бронзовий призер Олімпійських Ігор 1988 року в категорії 90 кг.